# Mothocya sajori
Espèce
Mothocya sajori est une espèce de parasites isopodes de la famille des cymothoidae. Cette espèce est endémique du Japon.

## Systématique
L'espèce Mothocya sajori a été décrite en 1986 par le carcinologiste australien Niel L. Bruce (d).

## Description
Mothocya sajori mesure de 20 à 27 mm pour les femelles, aucun mâle n'a été décrit. Cette espèce n'a été observée que sur une seule espèce de poissons, Hyporhamphus sajori, et son aire de répartition reprend probablement celle de son hôte.

## Étymologie
Son épithète spécifique, sajori, reprend celle de son animal hôte, Hyporhamphus sajori, une espèce de poissons de la famille des Hemiramphidae.

## Publication originale
- (en) Niel L. Bruce, « Revision of the isopod crustacean genus Mothocya Costa, in Hope, 1851 (Cymothoidae: Flabellifera), parasitic on marine fishes », Journal of Natural History, Taylor & Francis, vol. 20, no 5,‎ octobre 1986, p. 1089-1192 (ISSN 0022-2933 et 1464-5262, DOI 10.1080/00222938600770781, lire en ligne).